# Gabriel Gonzaga
Gabriel Gonzaga-Nogueira (Río de Janeiro, 18 de mayo de 1979) es un artista marcial mixto brasileño actualmente retirado que compitió en la categoría de peso pesado en Ultimate Fighting Championship.

## Carrera en artes marciales mixtas

### Retorno a UFC
Se anunció que Gonzaga había firmado un nuevo contrato de cuatro peleas con Ultimate Fighting Championship. En su retorno, se enfrentó a Ednaldo Oliveira en UFC 142, sustituyendo al lesionado Rob Broughton. Ganó la pelea por sumisión en la primera ronda.
Gonzaga se enfrentó a Ben Rothwell el 19 de enero de 2013 en UFC on FX 7. Ganó la pelea por sumisión en la segunda ronda.
Gonzaga se enfrentó a Travis Browne el 13 de abril de 2013 en The Ultimate Fighter 17 Finale. Perdió la pelea por KO en poco más de un minuto.
Gonzaga se enfrentó a Dave Herman el 6 de julio de 2013 en UFC 162 reemplazando a un lesionado Shane del Rosario. Ganó la pelea por nocaut técnico en 17 segundos.
El 19 de octubre de 2013, Gonzaga se enfrentó a Shawn Jordan en UFC 166. Derrotó a Jordan por nocaut técnico en la primera ronda.
Gonzaga se enfrentó a Stipe Miočić el 25 de enero de 2014 en UFC on Fox 10. Perdió la pelea por decisión unánime.
El 13 de diciembre de 2014, Gonzaga se enfrentó a Matt Mitrione en UFC on Fox 13. Perdió la pelea por nocaut técnico en la primera ronda.
El 11 de abril de 2015, Gonzaga se enfrentó a Mirko Filipović en UFC Fight Night 64. Perdió la pelea por nocaut técnico en la tercera ronda. Tras el evento, ambos peleadores ganaron el premio a la Pelea de la Noche.
Gonzaga se enfrentó a Konstantin Erokhin el 11 de diciembre de 2015 en The Ultimate Fighter 22 Finale. Ganó la pelea por decisión unánime, siendo está la primera vez que gana un combate por decisión en toda su carrera.
Gonzaga se enfrentó a Derrick Lewis el 10 de abril de 2016 en UFC Fight Night 86. Perdió la pelea por nocaut en la primera ronda.
El 30 de septiembre de 2016 se anunció que Gonzaga se retirará del deporte a menos que ofrezca un contrato de 6 cifras de la UFC.

## Vida personal
Gonzaga y su esposa tienen una hija y un hijo. Actualmente viven en Ludlow, Massachusetts.

## Campeonatos y logros
- Ultimate Fighting Championship
  - Pelea de la Noche (Dos veces)
  - KO de la Noche (Una vez)

- FIGHT! Magazine
  - KO del Año (2007) vs. Mirko Filipović el 21 de abril[13]

- Fight Matrix
  - Trastorno más contundente del Año (2007)[14]

- Inside Fights
  - KO del Año (2007) vs. Mirko Filipović el 21 de abril[15]

- Reality Fighting
  - Campeón de Peso Pesado (Una vez)

## Registro en artes marciales mixtas
| Resultado | Récord | Oponente              | Método                        | Evento                                   | Fecha                   | Ronda | Tiempo | Localización            | Notas                                                       |
| --------- | ------ | --------------------- | ----------------------------- | ---------------------------------------- | ----------------------- | ----- | ------ | ----------------------- | ----------------------------------------------------------- |
| Derrota   | 17–12  | Alexander Emelianenko | TKO (golpes y rodillazos)     | RCC: Russian Cagefighting Championship 2 | 5 de mayo de 2018       | 2     | 3:43   | Yekaterinburg           |                                                             |
| Derrota   | 17–11  | Derrick Lewis         | KO (golpes)                   | UFC Fight Night: Rothwell vs. dos Santos | 10 de abril de 2016     | 1     | 4:48   | Zagreb                  |                                                             |
| Victoria  | 17–10  | Konstantin Erokhin    | Decisión (unánime)            | The Ultimate Fighter 22 Finale           | 11 de diciembre de 2015 | 3     | 5:00   | Las Vegas, Nevada       |                                                             |
| Derrota   | 16–10  | Mirko Filipović       | TKO (codazos y golpes)        | UFC Fight Night: Gonzaga vs. Cro Cop 2   | 11 de abril de 2015     | 3     | 3:30   | Cracovia                | Pelea de la Noche.                                          |
| Derrota   | 16–9   | Matt Mitrione         | TKO (golpes)                  | UFC on Fox: dos Santos vs. Miocic        | 13 de diciembre de 2014 | 1     | 1:59   | Phoenix, Arizona        |                                                             |
| Derrota   | 16–8   | Stipe Miočić          | Decisión (unánime)            | UFC on Fox: Henderson vs. Thomson        | 25 de enero de 2014     | 3     | 5:00   | Chicago, Illinois       |                                                             |
| Victoria  | 16–7   | Shawn Jordan          | TKO (golpes)                  | UFC 166                                  | 19 de octubre de 2013   | 1     | 1:33   | Houston, Texas          |                                                             |
| Victoria  | 15–7   | Dave Herman           | TKO (golpes)                  | UFC 162                                  | 6 de julio de 2013      | 1     | 0:17   | Las Vegas, Nevada       |                                                             |
| Derrota   | 14–7   | Travis Browne         | KO (codazos)                  | The Ultimate Fighter 17 Finale           | 13 de abril de 2013     | 1     | 1:11   | Las Vegas, Nevada       |                                                             |
| Victoria  | 14–6   | Ben Rothwell          | Sumisión (guillotine choke)   | UFC on FX: Belfort vs. Bisping           | 19 de enero de 2013     | 2     | 1:01   | São Paulo               |                                                             |
| Victoria  | 13–6   | Ednaldo Oliveira      | Sumisión (rear-naked choke)   | UFC 142                                  | 14 de enero de 2012     | 1     | 3:22   | Río de Janeiro          |                                                             |
| Victoria  | 12–6   | Parker Porter         | Sumisión (arm-triangle choke) | Reality Fighting: Gonzaga vs. Porter     | 8 de octubre de 2011    | 3     | 1:50   | Uncasville, Connecticut | Ganó el Campeonato de Peso Pesado de Reality Fighting.      |
| Derrota   | 11–6   | Brendan Schaub        | Decisión (unánime)            | UFC 121                                  | 23 de octubre de 2010   | 3     | 5:00   | Anaheim, California     |                                                             |
| Derrota   | 11–5   | Júnior dos Santos     | KO (golpes)                   | UFC Live: Vera vs. Jones                 | 21 de marzo de 2010     | 1     | 3:53   | Broomfield, Colorado    |                                                             |
| Victoria  | 11–4   | Chris Tuchscherer     | TKO (golpes)                  | UFC 102                                  | 29 de agosto de 2009    | 1     | 2:27   | Portland, Oregón        |                                                             |
| Derrota   | 10–4   | Shane Carwin          | KO (golpes)                   | UFC 96                                   | 7 de marzo de 2009      | 1     | 1:09   | Columbus, Ohio          |                                                             |
| Victoria  | 10–3   | Josh Hendricks        | KO (golpes)                   | UFC 91                                   | 15 de noviembre de 2008 | 1     | 1:01   | Las Vegas, Nevada       |                                                             |
| Victoria  | 9–3    | Justin McCully        | Sumisión (keylock)            | UFC 86                                   | 5 de julio de 2008      | 1     | 1:57   | Las Vegas, Nevada       |                                                             |
| Derrota   | 8–3    | Fabrício Werdum       | TKO (golpes)                  | UFC 80                                   | 19 de enero de 2008     | 2     | 4:34   | Newcastle               |                                                             |
| Derrota   | 8–2    | Randy Couture         | TKO (golpes)                  | UFC 74                                   | 25 de agosto de 2007    | 3     | 1:37   | Las Vegas, Nevada       | Por el Campeonato de Peso Pesado de UFC; Pelea de la Noche. |
| Victoria  | 8–1    | Mirko Filipović       | KO (patada a la cabeza)       | UFC 70                                   | 21 de abril de 2007     | 1     | 4:51   | Mánchester              | Eliminatoria por el título; KO de la Noche; KO del Año.     |
| Victoria  | 7–1    | Carmelo Marrero       | Sumisión (armbar)             | UFC 66                                   | 30 de diciembre de 2006 | 1     | 3:22   | Las Vegas, Nevada       |                                                             |
| Victoria  | 6–1    | Fabiano Scherner      | TKO (golpes)                  | UFC 60                                   | 27 de mayo de 2006      | 2     | 0:24   | Los Ángeles, California |                                                             |
| Victoria  | 5–1    | Kevin Jordan          | KO (golpe superman)           | UFC 56                                   | 19 de noviembre de 2005 | 3     | 4:39   | Las Vegas, Nevada       | UFC debut.                                                  |
| Victoria  | 4–1    | Walter Farias         | Sumisión (neck crank)         | Shooto Brazil: Never Shake               | 23 de octubre de 2004   | 2     |        | São Paulo               |                                                             |
| Victoria  | 3–1    | Charlie Brown         | Sumisión (agotamiento)        | Jungle Fight 2                           | 15 de mayo de 2004      | 3     |        | Manaus                  |                                                             |
| Derrota   | 2–1    | Fabrício Werdum       | TKO (golpes)                  | Jungle Fight 1                           | 13 de octubre de 2003   | 3     | 2:11   | Manaus                  |                                                             |
| Victoria  | 2–0    | Branden Lee Hinkle    | Sumisión (triangle choke)     | Meca 9: Meca World Vale Tudo 9           | 1 de agosto de 2003     | 1     | 3:54   | Río de Janeiro          |                                                             |
| Victoria  | 1–0    | Cicero Costa          | Sumisión (golpes)             | Brazilian Gladiators 2                   | 2 de abril de 2003      | 1     |        | São Paulo               |                                                             |